# Familia Addams (film din 2019)
Familia Addams (titlu original: The Addams Family) este un film american de animație din 2019 regizat de Conrad Vernon și Greg Tiernan. Rolurile principale (de voce) au fost interpretate de actorii Oscar Isaac, Charlize Theron, Chloë Grace Moretz, Finn Wolfhard, Nick Kroll, Snoop Dogg, Bette Midler și Allison Janney. Scenariul este scris de Matt Lieberman pe baza unor personaje de Charles Addams.
O continuare, Familia Addams 2, a fost lansată pe 1 octombrie 2021.

## Distribuție
- Oscar Isaac - Gomez Addams
- Charlize Theron - Morticia Addams
- Chloë Grace Moretz - Wednesday Addams
- Finn Wolfhard - Pugsley Addams
- Nick Kroll - Uncle Fester
- Snoop Dogg - Itt
- Bette Midler - Grandma
- Allison Janney - Margaux Needler
- Martin Short - Grandpa Frump
- Catherine O'Hara - Grandma Frump
- Tituss Burgess - Glenn
- Jenifer Lewis - Great Auntie Sloom
- Elsie Fisher - Parker
- Conrad Vernon - Lurch
  - Vernon interpretează și alte voci - un preot; spiritul casei; și Dr. Flambé
- Aimee Garcia - Denise
- Scott Underwood - Mitch
- Mikey Madison - Candi the barista
- Chelsea Frei - Bethany
- Pom Klementieff - Layla și Kayla
- Deven Green - Ms. Gravely
- Maggie Wheeler - Trudy Pickering
- Harland Williams - Norman Pickering 
  - Williams interpretează și - Ggerri